# Blyxa
Blyxa, rod slatkovodnog bilja, jednogodišnjeg raslinje i trajnice iz porodice žabogrizovki. Postoji 14 priznatih vrsta u dijelovima južne i jugoistočne Azije, Australije i Afrike. Uglavnom dvodomne ili hermafroditi

## Vrste
1. Blyxa aubertii Rich.
2. Blyxa echinosperma (C.B.Clarke) Hook.f.
3. Blyxa hexandra C.D.K.Cook & Luond
4. Blyxa japonica (Miq.) Maxim. ex Asch. & Gürke
5. Blyxa javanica Hassk.
6. Blyxa kasaragodensis P.Biju, Josekutty & Augustine
7. Blyxa leiosperma Koidz.
8. Blyxa mangalensis K.Rashmi & G.Krishnak.
9. Blyxa novoguineensis Hartog
10. Blyxa octandra (Roxb.) Planch. ex Thwaites
11. Blyxa quadricostata Hartog
12. Blyxa radicans Ridl.
13. Blyxa senegalensis Dandy
14. Blyxa vietii C.D.K.Cook & Luond

## Sinonimi
- Blyxopsis Kuntze
- Diplosiphon Decne.
- Enhydrias Ridl.
- Hydrotrophus C.B.Clarke